# Ungern i olympiska sommarspelen 1900
Ungern deltog med 19 deltagare vid de olympiska sommarspelen 1900 i Paris. Totalt vann de fem medaljer och slutade på elfte plats i medaljligan.

## Medaljer

### Guld
- Rudolf Bauer - Friidrott, diskuskastning

### Silver
- Zoltán Halmay - Simning, 200 m frisim
- Zoltán Halmay - Simning, 4 000 m frisim

### Brons
- Lajos Gönczy - Friidrott, höjdhopp
- Zoltán Halmay - Simning, 1 000 m frisim